# Wittgensteinowie
Wittgensteinowie – rodzina austriackich przemysłowców.
Wittgensteinowie wywodzili się ze zasymilowanej rodziny niemieckich Żydów z miejscowości Bad Laasphe, w powiecie Siegen-Wittgestein. Założycielem rodu był Moses Meyer, administrator w dobrach hrabiów von Sayn-Wittgenstein-Hohenstein. W 1802 przeniósł się do Korbach, gdzie zajął się hurtowym handlem wełną. Po wprowadzeniu w Królestwie Westfalii w 1808 obowiązku przyjmowania przez Żydów nazwisk przyjął nazwisko od miejsca pochodzenia: Meyer - Wittgestein. Jego syn Heinrich Christian, ur. 12 września 1802 w Korbach, zm. 1878 w Wiedniu, w 1830 przeniósł rodzinne przedsiębiorstwo do Gohlis koło Lipska. Po przejściu na protestantyzm ożenił się z Fanny Figdor (1814–1890), pochodzącą ze znaczącej żydowskiej rodziny z Wiednia. Wśród jedenaściorga ich dzieci szóstym był Karl Wittgensteinn, urodzony w 1847. W 1851 rodzina przeprowadziła się do Austrii, i w 1860 zamieszkała w Wiedniu, gdzie Heinrich Wittgestein zajął się handlem nieruchomościami.
Pod koniec XIX wieku, rodzina ta stała się prawdopodobnie najbardziej wpływową z rodzin w Cesarstwie Habsburgów. Wiedli główną rolę w przemyśle stalowym, posiadali koleje, byli znanymi mecenasami sztuki.
Po aneksji Austrii przez III Rzeszę i w latach II wojny światowej rodzinę Wittgensteinów dotknęły prześladowania ze strony nazistów. Związane były z faktem, że
w myśl ustaw norymberskich Wittgensteinowie mieli status pochodzenia żydowskiego, choć związek ów miał daleki charakter. Część rodziny, brat Wittgensteina, musiał wyemigrować do USA. Wittgenstein spędził ten okres w Anglii.

## Karl & Leopoldine Wittgenstein
Karl Wittgenstein (8 kwietnia 1847 – 20 stycznia 1913), inżynier, biznesmen, mecenas sztuki i autor tekstów o ekonomii, był austriackim magnatem stalowym. Ożenił się w 1874 roku z Leopoldine Kalmus (4 marca 1850 - ?), utalentowaną pianistką żydowskiego pochodzenia. Za wszelką cenę chciał uczynić ze swych pięciu synów inżynierów i ludzi interesu; temu uporowi przypisuje się samobójstwa trzech z nich. Państwo Wittgenstein mieli również trzy córki.

### Córki Karla & Leopoldine Wittgenstein
- Hermine Wittgenstein (Mining, 1874–1950)

- Helene Wittgenstein (Lenka, 1879–1956, po mężu Salzer)

- Margarethe Wittgenstein (Gretl, 1882–1958, po mężu Stonborough)

Siostry Wittgensteina zostały aresztowane przez gestapo i przetrzymywane aż do wpłacenia olbrzymiego (w wysokości 2% PKB Rzeszy Niemieckiej) okupu w złocie przez brata filozofa (Paula), który dysponował majątkiem rodziny. Siostry Wittgensteina doczekały końca wojny nie wyjeżdżając z Austrii.

### Synowie Karla & Leopoldine Wittgenstein
- Hans Wittgenstein (1877–1902 śmierć samobójcza)

- Kurt Wittgenstein (1878–1918 śmierć samobójcza)

- Rudolf Wittgenstein (1881–1904, śmierć samobójcza)

- Paul Wittgenstein (1887–1961) – pianista, stracił prawą rękę w czasie pierwszej wojny światowej. M.in. Maurice Ravel i Siergiej Prokofjew z myślą o nim skomponowali utwory na lewą rękę. W 1938 wyemigrował wraz z rodziną (żoną Hildą i trojgiem dzieci) do USA.

- Ludwig Wittgenstein (1889-1951) – filozof. Tradycje filantropijne rodziny sprawiały, że Ludwig Wittgenstein poświęcał się pracy pedagogicznej, pełnił między innymi niskopłatną funkcję wiejskiego nauczyciela. Wittgenstein w wieku ok. 30 lat oddał część majątku swemu rodzeństwu, resztę zaś powierzył L. v. Fickerowi, który miał rozdać go austriackim artystom. Z pieniędzy tych korzystali m.in. Rainer Maria Rilke, Georg Trakl, Else Lasker-Schüler, Oskar Kokoschka, Adolf Loos.